# Marcièl
Marcièl (en occità Martiel) és un municipi francès situat al departament de l'Avairon i a la regió d'Occitània.

## Demografia
| 1962                                       | 1968 | 1975 | 1982 | 1990 | 1999 | 2006 |
| ------------------------------------------ | ---- | ---- | ---- | ---- | ---- | ---- |
| 723                                        | 677  | 635  | 706  | 798  | 823  | 885  |
| Des de 1962: població sense dobles comptes |      |      |      |      |      |      |

## Administració
| Període | Identitat | Partit |
| ------- | --------- | ------ |
| 2001-   | Guy Marty |        |